# Dia Marítim Mundial
El Dia Marítim Mundial (World Maritime Day) és un dia oficial de les Nacions Unides. Cada any, ofereix l'oportunitat de centrar l'atenció en la importància del transport marítim i altres activitats marítimes i posar èmfasi en un aspecte particular de la tasca de l'OMI. Cada dia marítim mundial té el seu propi tema.
"Connexió de vaixells, ports i persones" ha estat seleccionat com el tema del Dia Marítim Mundial per a l'any 2017 (28 de setembre). El tema va ser triat per oferir l'oportunitat de centrar-se en els diversos actors implicats en les àrees de transport i logística.